# JMap
La plateforme d'intégration cartographique JMap a été créée en 1995 par l’entreprise québécoise K2 Geospatial, anciennement KHEOPS Technologies.

## Historique
JMap est une plateforme d’intégration cartographique conçue pour :
- connecter, consolider et publier des données souvent gérées et stockées en silos dans différents systèmes;
- intégrer de nombreuses bases de données aux formats différents et leur géoréférencement sur différents supports cartographiques.

Destiné à rendre compatibles des systèmes complexes d'information, la plateforme propose des interfaces accessibles aux cadres, aux analystes SIG (système d'information géographique) et aux utilisateurs non techniques afin de :
- mieux collaborer entre eux, d'analyser, de décider et d'agir en temps réel.
- faciliter leur exploitation, leur analyse et la prise de décisions dans divers contextes tels la gestion du territoire, des infrastructures et la sécurité des personnes[1].

JMap met à la disposition des utilisateurs une série d’outils SIG disponibles en applications bureau, web ou mobile.

## Historique et évolution du logiciel

### Versions
La première version de JMap, JMap 1.0, est lancée en 2000. Elle présente l’application JMap Desktop et JMap Admin en version Desktop. La version JMap 2.6 permet ensuite aux utilisateurs d’accéder au mode déconnecté dans JMap Desktop et d’obtenir un support LDAP (Lightweight Directory Access Protocol). Entre 2008 et 2017, six nouvelles versions de JMap voient le jour. En effet, avec JMap 3.0 à 7.0, plusieurs éléments d’améliorations sont ajoutés à la plateforme. En voici quelques-unes :
- les contextes cartographiques
- le support de WMS
- les fonctions d’analyse spatiale
- le support de ArcSDE
- l’édition de données
- le lancement de JMap Mobile
- le partage de couches entre projets et entre serveurs JMap
- le générateur de formulaire
- l’introduction de JMap Server REST API
- le support des projets multilingues
- la connexion à ArcGIS Server
- l’autonomie de JMap Pro face à Java

À partir de novembre 2017, la nomenclature des versions à venir est modifiée. La vitesse d’évolution de la plateforme ne ralentit pas et les versions sortent de manière plus rapprochée afin d’éviter les risques d’imposantes mises à niveau.
De plus, l’équipe de conception de K2 Geospatial souhaite bâtir sur la version 7 de JMap plutôt que d'apporter d’importants changements à la plateforme et à ses applications. Ainsi, l’évolution de la plateforme et de ses applications est faite via une infrastructure numérique unique. Les nouvelles versions de JMap 7 sont identifiées par les noms des capitales mondiales en ordre alphabétique. Ainsi, la sortie de JMap 7 Amsterdam lance le bal. De février 2018 à décembre 2021, ce sont dix nouvelles versions de JMap 7 qui font leur apparition - Bogota, Cairo, Dakar, Edinburgh, Funafuti, Gibraltar, Hanoi, Istanbul, Jakarta, Kathmandu. Les modifications et améliorations majeures de ces dernières sont :
- l’accès aux statistiques sur l’utilisation des couches et des projets,
- le support de GML 3,
- les sous-formulaires imbriqués,
- les règles de validation des formulaires,
- les champs de formulaires calculés,
- le support de Enterprise Geodatabase 10.X,
- les couches de photos et photos 360,
- le SSO (SAML et OpenID Connect),
- la disponibilité d’une Image Docker pour JMap Server,
- les sources de données MongoDB,
- le support de la norme OGC API - Features.

#### JMap Pro
Destinée aux utilisateurs techniques et aux analystes SIG, JMap Pro affiche les données géospatiales dans une interface cartographique. Les multiples outils SIG de l’application permettent d'effectuer une analyse approfondie et technique. JMap Pro se connecte à JMap Server afin de fournir aux utilisateurs un outil interactif de navigation cartographique, d'analyse et d'édition des données - vectorielles comme matricielles. JMap Pro fonctionne en réseau privé ou sur le Web et il peut être lancé en mode autonome ou dans un navigateur web. L’application est utilisée, par exemple, pour diffuser des données cartographiques au personnel d’une organisation en accédant à un outil puissant et simple d'utilisation. Plusieurs villes québécoises, dont Montréal, Saguenay, Saint-Jacques et Trois-Rivières, font partie des organisations ayant utilisé JMap Pro de cette manière,,,. Enfin, il est possible d'inclure dans JMap Pro des extensions JMap afin d'étendre les fonctionnalités du logiciel.

#### JMap NG
JMap NG (nouvelle génération) a été créé par K2 Geospatial à la suite de la sortie de la version Jakarta de JMap 7. La nouvelle génération d'applications web pour la visualisation des projets est développée en utilisant des composantes logicielles nouvelles et performantes. JMap NG propose une interactivité notable et une navigation fluide grâce à l’utilisation des tuiles vectorielles produites par JMap Server à partir des données des utilisateurs. Enfin, JMap NG présente les outils cartographiques habituels (de mesure, de sélection, de recherche, d’annotations, d’exportation, etc.) en plus de permettre l’affichage de données 3D extrudées lorsque l’élévation est disponible sur les polygones.

#### JMap Survey
JMap Survey fonctionne sur des téléphones intelligents et tablettes iOS et Android. L’application permet notamment l’affichage de données vectorielles et matricielles d’un projet JMap, l’interrogation des données et l’édition de données vectorielles, autant en mode connecté que déconnecté. Ces caractéristiques permettent donc aux utilisateurs de s’en servir pour la saisie des données sur le terrain lors de la réalisation de travaux.

### Extensions complémentaires
Les extensions JMap permettent à la plateforme d’évoluer selon la réalité et les besoins des utilisateurs. Les extensions permettent d’intégrer de façon modulaire et en toute transparence de nouvelles fonctionnalités à JMap. K2 Geospatial est responsable du développement des extensions listées ci-dessous. Toutefois, il est possible pour les utilisateurs d’en concevoir afin qu’elles répondent à des exigences précises. Celles présentées ci-dessous ne forment qu’une partie des extensions complémentaires disponibles aux utilisateurs.

#### Documents
L'extension Documents permet de :
- renforcer la recherche d’information documentaire. L'extension connecte JMap aux systèmes de gestion et aux de bases de données documentaires;
- d’accéder à l’ensemble de la documentation numérique d’un utilisateur afin d’accélérer les recherches d’information[11].

#### Imagery
L'extension Imagery offre un ensemble d’outils d’analyse de données matricielles, notamment les modèles numériques de terrain (MNT) et les images multibandes. Ceci permet aux utilisateurs d’augmenter la connaissance de leur territoire avec leurs données d’imagerie.

#### Facility Management
Développée par Visiativ, l’un des partenaires de K2 Geospatial, l’extension Facility Management propose d’optimiser la gestion de l’espace immobilier en donnant un accès aux plans détaillés de chaque étage, infrastructure et équipement installé.

#### Tracking
L'extension Tracking permet l’optimisation de la productivité des unités mobiles des utilisateurs et réduit les coûts d’opération. En d’autres mots, Tracking soutient la gestion et le suivi en temps réel et en temps différé d’unités mobiles en connectant les systèmes de suivi véhiculaire.

## Interface du logiciel
L'interface du logiciel varie selon l'application utilisée. Voici quelques exemples.
JMap Admin prend la forme d'une interface web d’administration de JMap Server, utilisée pour connecter les données et créer des projets cartographiques.
JMap NG prend la forme d'une interface web de visualisation des projets cartographique de JMap.

## Domaines d’application
La plateforme JMap ne fait pas exception à la condition que les domaines d’applications des SIG soient multiples. En effet, JMap est implantée à travers diverses industries mondiales, secteurs ou organismes, tels que :
- Les municipalités et administrations régionales[12],[13],[14],[15]
  - JMap est notamment utilisé par 375 des 1 108 municipalités du Québec. Elles s’en servent, par exemple, pour visualiser leur cadastre, leur réseau de transport en commun et les travaux à venir, le tout directement sur la carte de leur ville[16].
- Les utilités publiques[17],[18],[19],[20],[21],[22]
- Les aéroports[23]
- Les ports[24],[25]
- Les réseaux ferroviaires[26]
- Les organismes et entreprises spécialisés dans l’exploitation des ressources naturelles[27],[28],[29]
- Les domaines de la santé[30]
- Les applications technologiques[31],[32]
- Les changements climatiques[13],[33]
  - En 2020, K2 Geospatial et le Centre de recherche en informatique de Montréal (CRIM) réalisent une démonstration de l’intégration JMap-DonneesClimatiques.ca afin d’illustrer comment l’augmentation de la capacité d’intervention en mode collaboratif en temps réel peut être utile lors d’événements causés par les changements climatiques tels que la montée rapide des eaux.